# 青24号

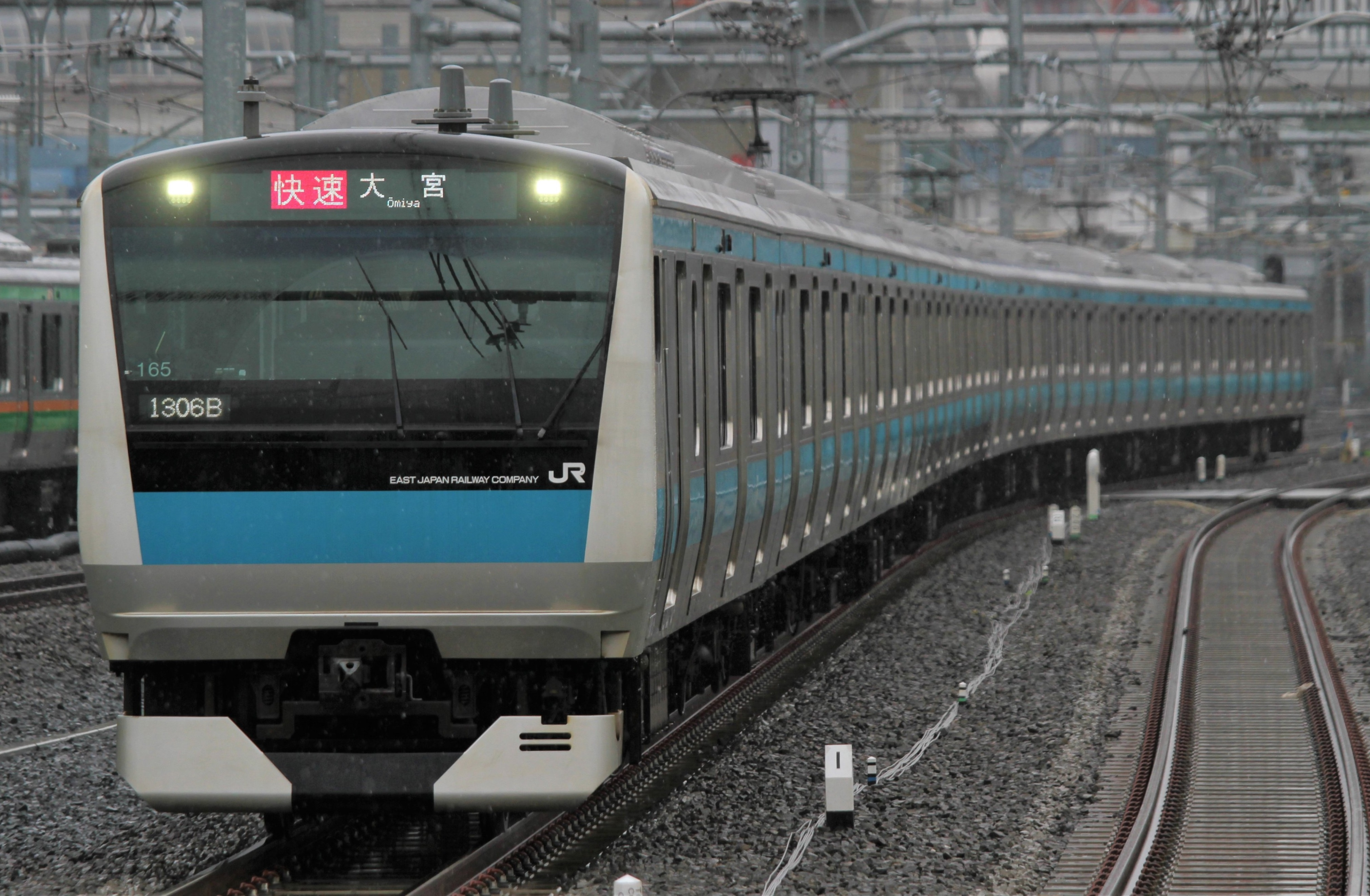
京浜東北線の帯色に採用された青24号

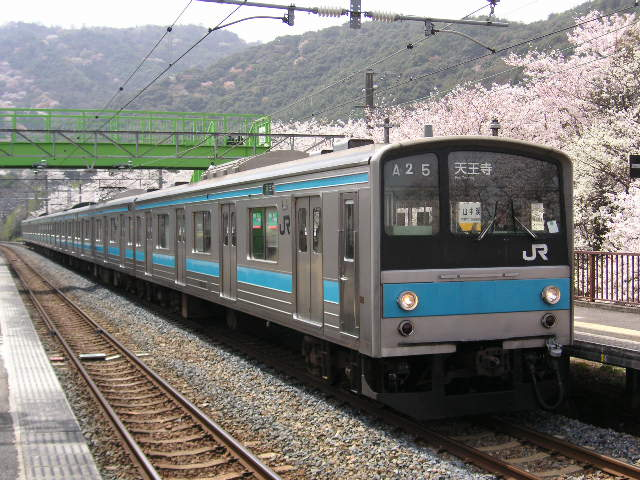
初めて青24号を採用した京阪神地区の205系電車

青24号（あお24ごう､Blue No. 24）は、日本国有鉄道（国鉄）が定めた色名称の1つである。

## 概要
1986年に登場した京阪神緩行線向け205系電車の帯色として初めて採用された。当時の同線には青22号に塗装された103系が使用されており、それに合わせた帯色としたが、ステンレス車の帯の色は鋼製車体に塗装した色に比べて暗く見えやすいことから、青22号よりも明るい色として新たに使用された。JR発足後は阪和線に投入された205系1000番台や、京浜東北線に投入されたステンレス車両等にも採用されている。

## 使用車両
- 国鉄205系電車（京阪神緩行線、京浜東北・根岸線、阪和線、相模線、大和路線、奈良線）
- JR東日本209系電車（京浜東北・根岸線）
- JR東日本E231系電車（800番台）
- JR東日本E233系電車（京浜東北・根岸線）

## 近似色
- 青22号
- 青25号(415系1500番台JR九州所属車)
- 青26号
- 小田急電鉄：通勤形車両に使用されているロイヤルブルーの帯も、この色に近い。